# Точка росы

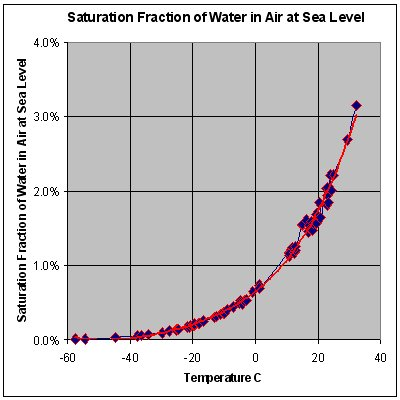
На приведённой диаграмме представлено максимальное содержание водяного пара в воздухе на уровне моря в зависимости от температуры. Чем выше температура, тем выше равновесное парциальное давление пара.

Температура точки росы газа (точка росы) — значение температуры газа, при которой водяной пар, содержащийся в газе, охлаждаемом изобарически, становится насыщенным над плоской поверхностью воды.
Точка росы — это температура воздуха, при которой содержащийся в нём пар достигает состояния насыщения и начинает конденсироваться в росу.
В строительстве согласно СП 50.13330.2012 точка росы — температура, при которой начинается образование конденсата в воздухе с определённой температурой и относительной влажностью.
Точка росы определяется относительной влажностью воздуха. Чем выше относительная влажность, тем точка росы выше и ближе к фактической температуре воздуха. Чем ниже относительная влажность, тем точка росы ниже фактической температуры. Если относительная влажность составляет 100 %, то точка росы совпадает с фактической температурой.
При значениях точки росы свыше 20 °C большинство людей чувствуют дискомфорт, воздух кажется душным; свыше 25 °C люди с болезнями сердца или дыхательных путей подвергаются опасности, — однако подобные значения наблюдаются крайне редко даже в тропических странах.

## Расчётные формулы
Формула для приблизительного расчёта точки росы {\displaystyle T_{p}} в градусах Цельсия (для положительных температур):
{\displaystyle T_{p}={\frac {b\ \gamma (T,\varphi )}{a-\gamma (T,\varphi )}},} гдe {\displaystyle T} — температура в градусах Цельсия, {\displaystyle \varphi } — относительная влажность в объёмных долях (0 < {\displaystyle \varphi } < 1,0) и {\displaystyle a} = 17,27, {\displaystyle b} = 237,7 °C, а {\displaystyle \gamma (T,\varphi )={\frac {a\ T}{b+T}}+\ln \varphi }.
Формула обладает погрешностью ±0,4 °C в следующем диапазоне значений:
0 °C < {\displaystyle T} < 60 °C
0,01 < {\displaystyle \varphi } < 1,00
0 °C < {\displaystyle T_{p}} < 50 °C
Для приблизительного расчёта существует более простая формула, дающая погрешность ±1,0 °C при относительной влажности в объёмных долях более 0,5:
{\displaystyle T_{p}\approx T-{\frac {1-\varphi }{0,05}}.}
Эту формулу можно использовать для вычисления относительной влажности по известной точке росы:
{\displaystyle \varphi \approx 1-0,05(T-T_{p}).}

## Точка росы и коррозия
Точка росы воздуха — важнейший параметр при антикоррозионной защите, говорит о влажности и возможности конденсации.
Если точка росы воздуха выше, чем температура подложки (субстрат, как правило, поверхность металла), то на подложке будет иметь место конденсация влаги.
Краска, наносимая на подложку с конденсацией, не достигнет должной адгезии, за исключением случаев использования красок, разработанных по специальной рецептуре (справку можно получить в технологической карте продукта или покрасочной спецификации).
Таким образом, последствием нанесения краски на подложку с конденсацией будет плохая адгезия и образование дефектов, таких как шелушение, пузырение и др., приводящее к преждевременной коррозии и/или обрастанию.

## Определение точки росы
Значения точки росы в °C для ряда ситуаций определяют с помощью психрометра и специальных таблиц. Сначала определяют температуру воздуха, затем влажность, температуру подложки и с помощью таблицы Точки росы определяют температуру, при которой не рекомендуется наносить покрытия на поверхность.
Если вы не можете найти точно ваши показания на психрометре, то найдите один показатель, находящийся на одно деление выше по обеим шкалам - как относительной влажности, так и температуры, а другой показатель соответственно на одно деление ниже и интерполируйте необходимое значение между ними.
Стандарт ISO 8502-4 используется для определения относительной влажности и точки росы на стальной поверхности, подготовленной для окраски.

### Таблица температур
Значения точки росы в градусах Цельсия в разных условиях приведены в таблице.
| Относительная влажность, % | Температура шарика сухого термометра, °C | Температура шарика сухого термометра, °C | Температура шарика сухого термометра, °C | Температура шарика сухого термометра, °C | Температура шарика сухого термометра, °C | Температура шарика сухого термометра, °C | Температура шарика сухого термометра, °C | Температура шарика сухого термометра, °C | Температура шарика сухого термометра, °C | Температура шарика сухого термометра, °C | Температура шарика сухого термометра, °C |
| Относительная влажность, % | 0                                        | 2,5                                      | 5                                        | 7,5                                      | 10                                       | 12,5                                     | 15                                       | 17,5                                     | 20                                       | 22,5                                     | 25                                       |
| -------------------------- | ---------------------------------------- | ---------------------------------------- | ---------------------------------------- | ---------------------------------------- | ---------------------------------------- | ---------------------------------------- | ---------------------------------------- | ---------------------------------------- | ---------------------------------------- | ---------------------------------------- | ---------------------------------------- |
| 20                         | −20                                      | −18                                      | −16                                      | −14                                      | −12                                      | −9,8                                     | −7,7                                     | −5,6                                     | −3,6                                     | −1,5                                     | −0,5                                     |
| 25                         | −18                                      | −15                                      | −13                                      | −11                                      | −9,1                                     | −6,9                                     | −4,8                                     | −2,7                                     | −0,6                                     | 1,5                                      | 3,6                                      |
| 30                         | −15                                      | −13                                      | −11                                      | −8,9                                     | −6,7                                     | −4,5                                     | −2,4                                     | −0,2                                     | 1,9                                      | 4,1                                      | 6,2                                      |
| 35                         | −14                                      | −11                                      | −9,1                                     | −6,9                                     | −4,7                                     | −2,5                                     | −0,3                                     | 1,9                                      | 4,1                                      | 6,3                                      | 8,5                                      |
| 40                         | −12                                      | −9,7                                     | −7,4                                     | −5,2                                     | −2,9                                     | −0,7                                     | 1,5                                      | 3,8                                      | 6,0                                      | 8,2                                      | 10,5                                     |
| 45                         | −10                                      | −8,2                                     | −5,9                                     | −3,6                                     | −1,3                                     | 0,9                                      | 3,2                                      | 5,5                                      | 7,7                                      | 10,0                                     | 12,3                                     |
| 50                         | −9,1                                     | −6,8                                     | −4,5                                     | −2,2                                     | 0,1                                      | 2,4                                      | 4,7                                      | 7,0                                      | 9,3                                      | 11,6                                     | 13,9                                     |
| 55                         | −7,8                                     | −5,6                                     | −3,3                                     | −0,9                                     | 1,4                                      | 3,7                                      | 6,1                                      | 8,4                                      | 10,7                                     | 13,0                                     | 15,3                                     |
| 60                         | −6,8                                     | −4,4                                     | −2,1                                     | 0,3                                      | 2,6                                      | 5,0                                      | 7,3                                      | 9,7                                      | 12,0                                     | 14,4                                     | 16,7                                     |
| 65                         | −5,8                                     | −3,4                                     | −1,0                                     | 1,4                                      | 3,7                                      | 6,1                                      | 8,5                                      | 10,9                                     | 13,2                                     | 15,6                                     | 18,0                                     |
| 70                         | −4,8                                     | −2,4                                     | 0,0                                      | 2,4                                      | 4,8                                      | 7,2                                      | 9,6                                      | 12,0                                     | 14,4                                     | 16,8                                     | 19,1                                     |
| 75                         | −3,9                                     | −1,5                                     | 1,0                                      | 3,4                                      | 5,8                                      | 8,2                                      | 10,6                                     | 13,0                                     | 15,4                                     | 17,8                                     | 20,3                                     |
| 80                         | −3,0                                     | −0,6                                     | 1,9                                      | 4,3                                      | 6,7                                      | 9,2                                      | 11,6                                     | 14,0                                     | 16,4                                     | 18,9                                     | 21,3                                     |
| 85                         | −2,2                                     | 0,2                                      | 2,7                                      | 5,1                                      | 7,6                                      | 10,1                                     | 12,5                                     | 15,0                                     | 17,4                                     | 19,9                                     | 22,3                                     |
| 90                         | −1,4                                     | 1,0                                      | 3,5                                      | 6,0                                      | 8,4                                      | 10,9                                     | 13,4                                     | 15,8                                     | 18,3                                     | 20,8                                     | 23,2                                     |
| 95                         | −0,7                                     | 1,8                                      | 4,3                                      | 6,8                                      | 9,2                                      | 11,7                                     | 14,2                                     | 16,7                                     | 19,2                                     | 21,7                                     | 24,1                                     |
| 100                        | 0,0                                      | 2,5                                      | 5,0                                      | 7,5                                      | 10,0                                     | 12,5                                     | 15,0                                     | 17,5                                     | 20,0                                     | 22,5                                     | 25,0                                     |

### Диапазон комфорта
| Точка росы, °C | Восприятие человеком                                             | Относительная влажность (при 32 °C), % |
| -------------- | ---------------------------------------------------------------- | -------------------------------------- |
| более 26       | крайне высокое восприятие, смертельно опасно для больных астмой  | более 65                               |
| 24—26          | крайне некомфортное состояние                                    | 62                                     |
| 21—23          | очень влажно и некомфортно                                       | 52—60                                  |
| 18—20          | неприятно воспринимается большинством людей                      | 44—52                                  |
| 16—17          | комфортно для большинства, но ощущается верхний предел влажности | 37—46                                  |
| 13—15          | комфортно                                                        | 38—41                                  |
| 10—12          | очень комфортно                                                  | 31—37                                  |
| менее 10       | немного сухо для некоторых                                       | менее 30                               |

## Наблюдения точки росы
Наибольшая температура точки росы была 35°C и зафиксирована в Джаске (Иран) 20 июля 2012 года.